# António Calvário
Pour les articles homonymes, voir Calvário.
António Calvário da Paz, mieux connu sous le nom António Calvário, né le 17 octobre 1938 à Lourenço Marques (l'actuel Maputo, en Mozambique), est un chanteur portugais.
Il a été le premier artiste à avoir représenté le Portugal au Concours Eurovision de la chanson, lors de sa neuvième édition dans la ville danoise de Copenhague, où il interprète la chanson Oração.